# Korla Awgust Kocor

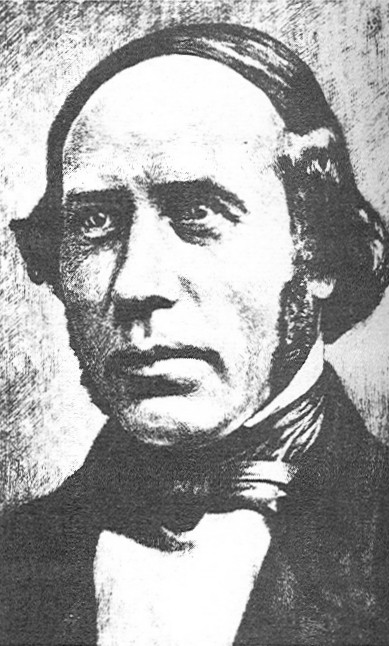
Korla Awgust Kocor

Korla Awgust Kocor, ook Karl August Katzer (Berge (Sorbisch: Zahor), 3 december 1822 - Kittlitz (Sorbisch: Ketlicy), 19 mei 1904) was een Sorbisch componist, dirigent en schrijver van muzikale teksten.

## Loopbaan
Kocor ging naar de lagere school in Großpostwitz (Budestecy) en volgde vanaf 1838 de lerarenopleiding aan het "Landständische Seminar" in Bautzen (Budyšin). Korla Awgust beëindigde zijn studie in 1842 en kreeg een aanstelling als leraar in Wartha (Stróža). In de herfst van 1844 leerde hij de Sorbische dichter Handrij Zejler kennen. Kocor begon met de organisatie van de Sorbische zangfeesten, massale bijeenkomsten waarop de Sorben hun volksliederen zonden. Het eerste feest vond plaats op 17 oktober 1845 in Bautzen. De samenwerking tussen Kocor en Zejler leidde ertoe, dat Kocor vele gedichten van Handrij Zejler op muziek zette. Het bekendste werk van Kocor is de cyclus "Počasy" (De jaargetijden) die zijn gebaseerd op dier epische gedichten van Zejler. In 1852 vertrok Kocor naar Kittlitz (Ketlicy) om er onderwijzer en organist te worden. Deze betrekking vervulde hij tot aan zijn pensionering in 1888. In 1895 werd Kocor erelid van de "Maćica Serbska", de centrale organisatie voor de Sorben in de Lausitz.  Tussen 1895 en 1897 was hij voorzitter van de muzieksectie van de "Maćica Serbska".

## Werk (incompleet)

### Oratoria
- Serbski kwas (De Sorbische Trouwerij), 1849/50
- Žnĕ (De Oogst), 1849/83
- Nalĕćo ("De Lente), 1860
- Israelowa zrudoba a tróšt (Israels Rouw en Troost), 1861
- Podlĕćo (De Zomer"), 1883
- Nazyma (De Herfst), 1886
- Zyma (De Winter"), 1889
- So zwoni mĕr (Vredesklokken), 1891
- Serbski rekwiem (Sorbisch Requiem), 1894
- Wěnc hórskich spěwow (Cyclus van de Bergliederen), 1860

### Opera's
- Jakub a Kata (Jakob en Catha(rina)), 1871

### Zangspel
- Wodźan (De Waterman), 1896

### Instrumentale muziek
- Drie sonatines voor viool en piano, 1850
- Pianotrio, 1873
- Strijkkwartet, 1879
- 3 wendische nationale dansen voor piano, 1879
- Serenade voor viool, viola en violoncello, 1889

- Bibliothèque nationale de France: cb14840132t (data)
- Gemeinsame Normdatei: 118724134
- International Standard Name Identifier: 0000 0001 0899 5290
- Library of Congress Control Number: n84219852
- MusicBrainz: 07ef9682-c5b0-41bd-bc70-a9a9b1a20f73
- Nationale Bibliotheek van Tsjechië: js20100929002
- Nationale Bibliotheek van Polen: a0000001837606
- Système universitaire de documentation: 179823205
- Virtual International Authority File: 49491291
- WorldCat: E39PBJcrfGvTcrQWthjf7fCfbd